# Hunsrückverein
Der Hunsrückverein e. V. (HRV) mit Sitz in Bernkastel-Kues ist ein regionaler Heimat-, Kultur- und  Wanderverein in Rheinland-Pfalz. Eingetragen ist der Verein in das Vereinsregister des Amtsgerichts Wittlich. Er ist Mitglied im Verband Deutscher Gebirgs- und Wandervereine, dem in Deutschland 57 Wandervereine angehören.
Der Hunsrückverein unterhält im Bereich des Hunsrücks zahlreiche Wanderwege und Wanderheime. Er wurde 1890 als „Verein für Mosel, Hochwald und Hunsrück“ gegründet. Seine fast 40 Ortsgruppen darunter 20 örtliche Wandergruppen haben rund 3.000 Mitglieder. Der Verein widmet sich nicht nur dem Wandern, er pflegt auch Forschungen zur Kulturgeschichte des Hunsrück. Der Verein betreut anteilig auch Wanderwege, die über den Bereich des Hunsrück hinausreichen, so etwa die Europäischen Fernwanderwege E 3 und  E 8 und  Rheinhöhenweg,  Saar-Wanderweg und Saar-Mosel-Weg. Ureigene betreute Wege sind der Ausoniusweg, der Keltenweg Nahe–Mosel von Kirn über Kirchberg bis Treis-Karden und weitere acht Wanderwege über und um den Hunsrück.

## Veröffentlichungen
- Hochwald- und Hunsrückführer. 1. Auflage 1892, letzte Auflage (17. von 1959) abgelöst durch:
- Landesgeschichtlicher Exkursionsführer Hunsrück. Arbogast, Otterbach, ISBN 3-87022-183-6